# Toromani
Toromani falu Bosznia-Hercegovinában, a Bosznia-hercegovinai Föderáció Una-Szanai kantonjában.

## Fekvése
Bosznia-Hercegovina északnyugati részén, Bihácstól légvonalban 22, közúton 30 km-re, Cazin központjától légvonalban 4, közúton 8 km-re északkeletre levő dombos vidéken, Donja és Gornja Koprivna között, a Koprivska-patak völgyétől keletre fekszik. 

## Népessége
| Nemzetiségi csoport | Népesség 1991 | Népesség 2013 |
| ------------------- | ------------- | ------------- |
| Szerb               | 0             | 0             |
| Bosnyák             | 548           | 568           |
| Horvát              | 0             | 0             |
| Jugoszláv           | 0             | 0             |
| Egyéb               | 1             | 8             |
| Összesen            | 549           | 576           |

## Története
A toromani muszlim gyülekezet az azonos nevű falun kívül Hirkići falut is magában foglalja. A gyülekezetnek 110 háztartása van, és van egy mecsetje, amely 2000 és 2004 között épült. A gyülekezetben található régi mecset 1929-ben épült, előtte pedig egy fából készült mecset állt itt. Eddig a következő imámok, khatibok és muallimok végeztek állandó imám szolgálatot ebben a gyülekezetben: Hamid Memić, Mustafa Zelenković, Bekir Efendija, Mustafa Mujagić, Sead Badić, Zijad Čaušević és Selmir Hodžić efendi, a gyülekezet jelenlegi imámja.

## Nevezetességei
- A falu új mecsetje, 2000 és 2004 között épült.

- A régi mecsetet 1929-ben építették.